# Sector Buiucani
Buiucani es uno de los 5 sectores en los que actualmente se divide en forma administrativa la ciudad de Chișinău, capital de Moldavia. La administración local se rige por un pretor nombrado por la administración de la ciudad. Gobierna sobre una parte de la ciudad de Chișinău en sí (parte noroeste), los municipios de Durleşti y Vatra, y las comunas de Condriţa, Ghidighici, y Trușeni. Este sector está en gran parte poblado por rumanos (moldavos).
Además de esto, en esta zona está ubicado el cementerio judío más grande de Europa. El cementerio hospeda una sinagoga abandonada que fue destruida por los nazis durante el Holocausto. También en Buiucani se encuentra un mercado techado grande, en la calle Ion Creanga se vende ropa y otros productos a bajos precios. En la calle Ion Pelivan se encuentra una escuela y un centro de acogida para los refugiados provenientes de diversas zonas de conflicto. 
Con más de 20.000 empresas instaladas, Buiucani constituye un potencial económico importante para la ciudad y el resto del país. Aquí se producen televisores, tractores, muebles de uso doméstico y de exportación, calzado, vino, dulces, libros, y un amplio espectro de otros productos más de consumo. Además de la existencia de parques, recreación y entretenimiento, es posible encontrar un observatorio astronómico, varias librerías y bibliotecas de referencia específica. Esto último le da al sector un estatus de notabilidad.